# Torda–Abrudbánya kisvasút
A Torda–Abrudbánya kisvasút keskeny nyomtávú vasútvonal Romániában, Torda (Kolozs megye) és Abrudbánya (Fehér megye) között, a Mócvidéken. Köznapi román neve, a többi keskeny nyomtávú vasúthoz hasonlóan, mocănița (szó szerint 'mokányka'). A vasútvonal által kiszolgált főbb települések Torda, Aranyosbánya, Topánfalva, Verespatak és Abrudbánya.

## Útvonala
A vasútvonal Torda ipari negyedéből indul, az üveggyár közeléből. 12 kilométeren át egészen Várfalváig sík vidéken halad, majd az Aranyos folyó szűk völgyében halad tovább, a DN 75-ös főút mellett, amelyet huszonkétszer keresztez. Topánfalvánál a vasútvonal elhagyja az Aranyos völgyét, és az Abrud folyó völgyében DN74A főút mentén halad Abrudbányáig.

## Műszaki jellemzői
A pályatest szélessége az alépítmény felszínén 2,85 méter, a nyomtávolság 760 mm. A sínszálak folyóméterenként 13,75 kg súlyúak, igénybevételük 2750 kg. Keréknyomás alatt négyzetcentiméterenként 1000 kg-ot meg nem haladhat.

## Története
A 93 kilométer hosszúságú vasútvonal 1891–1912 között épült, és 1912. június 20-án avatták fel. A vasútvonal kezelésére létrehozott részvénytársaság 1911. március 31-én alakult meg. A 760 milliméteres nyomtávolságú vonalhoz 1911-ben 11 mozdonyt, 22 személykocsit, 8 kocsit a kalauzok és posta számára és 93 teherkocsit rendeltek. A mozdonyokat a MÁV gépgyárától, a kocsikat a Schlick, a Roessemann & Kühnemann, a Magyar belga-fémipar, valamint az Orenstein & Koppel gyáraktól rendelték. A mozdonyok a MÁV 490 sorozathoz tartoztak.
A vasútvonalat egyaránt használták személy- és áruszállításra (szén, érc, só, fa, mész). A vasúti közlekedést 1997-ben gazdaságtalanság miatt megszüntették, a vonal egy részét elbontották. Az utolsó években naponta három pár vonat közlekedett: egy gyorsvonat és két személyvonat. A vonat maximális megengedett sebessége 40 km/óra volt, és a személyvonat hat és fél óra alatt tette meg a két végállomás közötti utat.
Miután Georg Hocevar osztrák üzletember felújította az Abrudbánya–Topánfalva szakaszt, 2004-től nyaranta néhány napig ismét közlekedett a vonat. 2006-ban a Fehér megyei tanács kezdeményezésére a megyében található szakaszt, Abrudbánya és Vidaly között, műemlékké nyilvánították, 2014-ben pedig a vasútvonal egésze műemlék lett; a román műemlékek jegyzékében a CJ-II-a-B-21097 LMI-kóddal szerepel. A műemlékké nyilvánítástól azt remélték, hogy a következő években európai uniós forrásokból sor kerülhet a vonal egészének felújítására.
2019. januárban megnyitották közlekedésre az Aranyoslonka és Szolcsva közötti 9 kilométeres szakaszt. A projektet Cristian Răspopa marosvásárhelyi üzletember vitte végbe, akinek szándékában áll az Aranyoslonka és Aranyosbánya közötti közlekedés helyreállítása is.

## A kultúrában
Malvina Urșianu Trecătoarele iubiri című 1974-es filmjének zárójelenete a vonaton és az aranyosbányai állomáson játszódik.

## Fordítás
- Ez a szócikk részben vagy egészben  a   Calea ferată îngustă Turda–Abrud című román Wikipédia-szócikk ezen változatának fordításán alapul.  Az eredeti cikk szerkesztőit annak laptörténete sorolja fel. Ez a jelzés csupán a megfogalmazás eredetét és a szerzői jogokat jelzi, nem szolgál a cikkben szereplő információk forrásmegjelöléseként.